# Tatort: Schwarzer Advent
Schwarzer Advent ist ein Fernsehfilm aus der Krimireihe Tatort. Der vom Bayerischen Rundfunk unter der Regie von Jobst Oetzmann produzierte Beitrag wurde am 8. November 1998 im Ersten Programm der ARD erstgesendet. Es ist die 400. Tatortfolge und der einundzwanzigste Fall der Münchner Kommissare Batic und Leitmayr.

## Handlung
Der psychisch labile Versicherungsvertreter Rainer Wenisch möchte seinem Vater, der aus Chile anreist, zu Weihnachten eine intakte Familie vorspielen. Daher bittet er seine von ihm geschiedene Ehefrau, nur für ein Wochenende zu ihm zu ziehen. Doch sie wird sofort wütend und will Wenisch von sich stoßen. Er drängt sie in die Wohnung, wo sie mit dem Rücken gegen die Wand prallt und sich dabei einen dort befindlichen Haken in die Wirbelsäule rammt. Sie ist sofort tot, und Wenisch ergreift die Flucht. Nicht ganz unzufrieden mit dieser Situation holt er seinen Sohn Leo von der Schule und die Tochter Natascha vom Kindergarten ab. Den Kindern erklärt er, ihre Mutter habe kurzfristig verreisen müssen und deshalb sollten sie das Wochenende bei ihm bleiben. Leo ist skeptisch und hinterfragt das Ganze, doch fügt er sich immer wieder der Situation.
Am Tatort treffen die Kommissare Ivo Batic und Franz Leitmayr ein. Ihr Kollege Carlo Menzinger hat bereits die Adresse der Mutter des Opfers recherchiert, und die Kommissare suchen sie auf. Ilona Gruber verdächtigt sofort ihren Ex-Schwiegersohn, der schon in der Ehe gewalttätig geworden sei. Ihr fallen auch sofort die Kinder ein, doch die sind bereits in der Gewalt ihres Vaters. Batic und Leitmayr kontrollieren umgehend Wenischs Wohnung, doch treffen sie ihn nicht an. Es sieht allerdings so aus, als ob er versucht hat, sich das Leben zu nehmen.
Wenisch quartiert sich mit den Kindern im Haus seines Chefs ein, von dem er weiß, dass er über die Feiertage verreist ist. Um die Familienidylle perfekt zu machen, engagiert er eine Prostituierte, die seinem Vater gegenüber seine Frau spielen soll. Yvette ist damit einverstanden, obwohl ihr das alles schon recht skurril erscheint.
Batic und Leitmayr sind krampfhaft auf der Suche nach irgendwelchen Anhaltspunkten, wo sie Wenisch mit den Kindern finden können, und schließen einen  erweiterten Suizid nicht aus. Nachdem sie Anhaltspunkte dafür haben, dass er mit seinem Sohn ein Eishockeyspiel besuchen will, versuchen sie, ihn im Stadion zu finden. Bei dem Trubel und den geschminkten Gesichtern der Fans gestaltet sich das allerdings sehr schwierig. Dennoch sind sie ihm dicht auf den Fersen, und in seiner Angst erwürgt Wenisch seinen eigenen Sohn, als dieser sich auffällig verhält und seine Tarnung aufzufliegen droht. Die Kommissare machen sich große Vorwürfe über den Ausgang ihrer Aktion, die sie zudem nicht weiter gebracht hat.
Leitmayr hat die Idee, sich mit Wenischs Eltern in Verbindung zu setzen. Dabei erfährt er, dass Rudolf Wenisch auf dem Weg nach Deutschland ist, weil er dort seine gerade verstorbene Frau beisetzen will. Sein Sohn will ihn angeblich vom Flughafen abholen. In der Hoffnung, Rainer Wenisch endlich fassen zu können, kontaktieren die Kommissare seinen Vater, als dieser auf dem Flughafen eintrifft. Rudolf Wenisch hat an der Information die Nachricht erhalten, dass er mit einem Taxi zu seinem Sohn fahren solle. Da Batic und Leitmayr nun endlich die Adresse haben, an der Rainer Wenisch sich aufhält, wird das SEK informiert und die Erstürmung der Wohnung geplant. Doch es läuft nicht so glatt wie gewünscht, denn Rudolf Wenisch wird von seinem Sohn sofort mit einer Waffe bedroht. Da die Polizei zum Schutz der unbeteiligten Personen, die sich noch im Haus befinden könnten, nicht entdeckt werden darf, kann sie auch nicht so einfach zugreifen.
Wenisch hat seinen Vater nur zu sich kommen lassen, um sich für all die Schikanen zu rächen, die er in seiner Kindheit erdulden musste. Sein dominanter Vater hatte ihm nie eine richtige Chance gegeben und in ihn stets als Feigling gesehen. Nun will er ihm das Gegenteil beweisen. Er zwingt alle, sich an den Tisch zu setzen, doch sein Vater „spielt“ nicht so richtig mit. Rainer Wenisch bedroht zuerst seinen Vater mit der Waffe und setzt sie sich danach selber an den Hals. Ehe die Situation eskalieren kann, stürmen Batic und Leitmayr, die sich über den Keller einen Zugang zur Wohnung gesucht haben, getrennt ins Zimmer und überwältigen Rainer Wenisch.

## Rezeption

### Einschaltquoten
Die Erstausstrahlung von Schwarzer Advent am 8. November 1998 wurde in Deutschland von 7,93 Millionen Zuschauern gesehen und erreichte einen Marktanteil von 22,03 Prozent für Das Erste.

### Kritiken
„Im Gedächtnis bleibt das todtraurige Mienenspiel Berkels haften, das unter der Fan-Maske erkennbar wird, die er sich seinem Sohn, einem Eishockey-Anhänger, zuliebe ins Gesicht geschminkt hat.“

„Das 'Tatort'-typische Beiwerk aus skurrilen Seitensträngen und kleinen Gags am Rande ist in dieser Folge, der Tragik der Geschichte entsprechend, auf ein Minimum reduziert, so daß sich der Blick auf das Familiendrama konzentriert. Der eher stereotyp angelegte Vater-Sohn-Konflikt gewinnt an Tiefe durch den Darsteller Berkel: Er läßt in das Innerste eines Menschen schauen, der aller guten Absichten zum Trotze nur Zerstörung hinterläßt.“

### Auszeichnungen
- 1998: Goldener Gong für Christian Berkel